# 키슈 (개 품종)

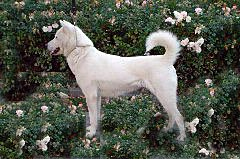

키슈(Kishu, 紀州犬, Kishū-Ken)는 일본의 개 품종이다. 고대 중형 품종의 후손으로 현재의 미에현과 와카야마현인 기이국의 이름을 따서 명명되었다. 1934년에 일본의 국가기념물로 지정되었다. 키슈는 선사 시대부터 멧돼지와 사슴 사냥을 위해 귀하게 여겨졌다. 시바견처럼 그들은 종종 조용한다. 키슈는 짖기보다는 조용히 먹이를 추적한다. 그들은 오늘날까지 멧돼지 사냥에 사용되는 가장 일반적으로 사용되는 순종 일본 토종 품종이다.

## 특징

### 모습
키슈는 키가 17-22인치(43-55cm)이고 평균 몸무게가 30-60파운드이며 중형견으로 간주된다. 표준에서는 단색만 표시되도록 허용한다. 허용되는 쇼 색상은 흰색, 참깨, 빨간색, 검정색 및 황갈색(NIPPO에만 해당)이다. 흰색은 가장 일반적이고 선호되는 털 색상이다. 흰색을 사용하면 개가 먹이와 쉽게 구별할 수 있어 사냥꾼이 실수로 총을 쏘지 않게 된다. 코 색깔은 검은색이지만 흰색 털의 경우 살색 코도 허용된다. 꼬리는 낫으로 들고 있거나 등 위로 말려 있다. 털은 짧고 곧으며 거칠고 속털이 두껍다. 볼과 꼬리에 프린지가 있다. 귀는 앞으로 기울어져 있고 크기보다는 작으나 전체적으로 머리와 개와의 비율을 유지해야 한다. 이 품종은 강인하고 민첩하며 친근하다. 눈은 조개 모양이어야 하며 안쪽 모서리에서 바깥쪽 모서리까지 약간의 호를 그리면 된다.